# Bicí nástroj

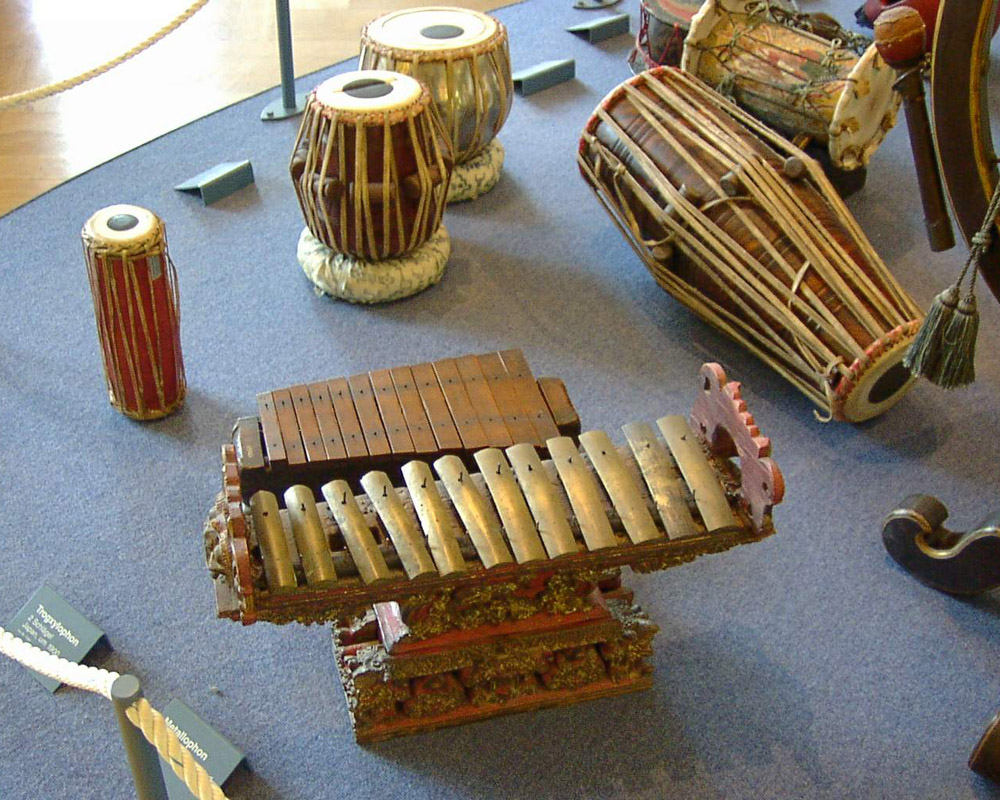
Příklad lidových nástrojů

Bicí nástroje (nazývané též perkuse, či rytmické nástroje) jsou pravděpodobně historicky nejstarší a také nejobsáhlejší skupinou hudebních nástrojů, neboť zahrnují celou škálu nástrojů od nejprimitivnějších rytmických předmětů po sofistikované laditelné nástroje. U bicích nástrojů k vytváření zvuku dochází pomocí úderů do nástroje, třesením nástrojem, či škrábáním na nástroj apod. Bicí nástroje mají velkou tradici.
V modením pojetí se bicí nástroje se poněkud nepřesně dělí na bicí soupravu a ostatní perkuse (výraz perkuse znamená též poklep, lze tedy říci, že všechny bicí nástroje jsou vlastně perkusní).

## Blanozvučné bubny
- Tympány, česky též kotle, jsou velké blanozvučné bubny s hlubokým rejstříkem, jsou omezeně laditelné.

### Bicí souprava

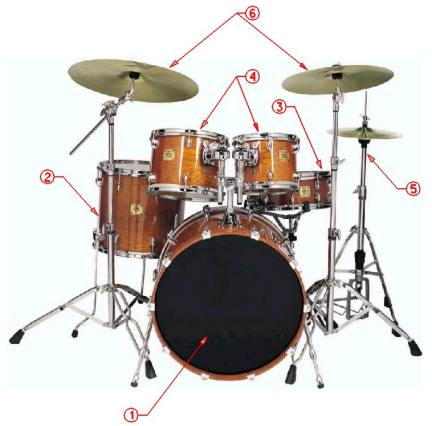
Bicí souprava

Bicí souprava je označení pro několik bicích nástrojů sestavených k sobě do jedné sady tak, aby bylo možné hrát na všechny její komponenty najednou. Patří sem zpravidla basový buben, malý buben, přechody, kotle, činely (hi-hat, crash, ride, china), a často 
další.

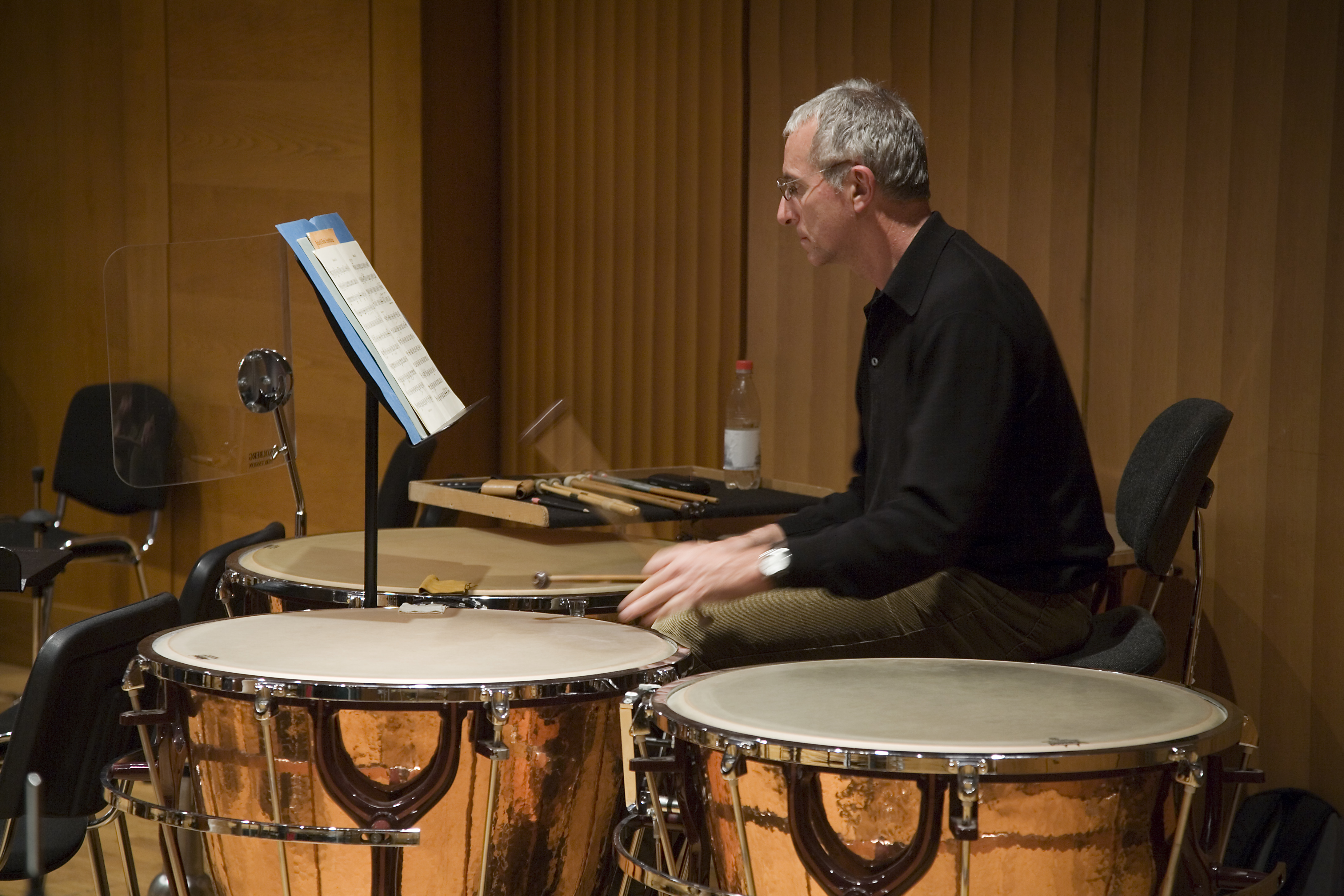
Hráč symfonického orchestru hrající na klasické tympány

- Basový buben je velký buben ovládaný nohou, k němuž je uchycen pedál. Šlapáním na pedál dochází k rozkmitání paličky, která do blány bubnu udeří a vytvoří tak zvuk. Basový buben by měl vytvářet nejhlubší tón z celé soupravy.
- Malý buben (zvaný též virbl nebo rytmičák) je buben ovládaný rukou, v níž je většinou uchopena palička. Pod rezonanční (spodní) blánou bubnu je umístěno několik kovových strun, které vytvářejí charakteristický chrčivý zvuk. Malý buben by měl vytvářet nejvyšší tón z celé soupravy.
- Přechody (zvané též tomy) je označení pro zpravidla více bubnů laděných na různou výšku tónu, které jsou umístěny na basovém bubnu pomocí stojanů a vytvářejí středně hluboké tóny.
- Kotel je buben, který je umístěn na třech nohách a má poměrně hluboký tón.
- Činely jsou laděné pláty z různých druhů kovů, které vytvářejí doplňující vysoké zvuky.

Bicí souprava je zpravidla využívaná v nonartificiální hudbě a mění se podle každého hudebníka. Hráč na bicí soupravu se nazývá bubeník.

## Perkuse
Perkusí existuje velmi mnoho – dá se říci, že každá země, oblast či každý národ má velké množství vlastních bicích nástrojů. Hráč na tyto hudební nástroje se nazývá perkusionista.

### Příklady perkusí
- Tamburína je velice rozšířený ruční bubínek o průměru asi 20 cm a více, držený v ruce. Rozeznívá se zpravidla údery o zápěstní stranu dlaně druhé ruky, často při tanci. Bývá vybavený plechovými malinkatými činelky, zvonícími také při třesení bubínku.
- Triangl je zvonivý či cinkavý kovový nástroj rozeznívaný úderem kovové tyčky.
- Kastaněty jsou tradiční španělský nástroj, zpravidla v rukou tanečnic.
- Djembe je tradiční buben původem ze střední Afriky. Je tvořen tělem kalichovitého tvaru, na němž je pomocí provázků ukotvena kožená blána. Na nástroj se hraje rukou či prsty a jeho zvuk se mění podle jeho geometrického tvaru či typu kůže, z nějž je blána vyrobena.
- Darbuka je nástroj původem z arabských a zakavkazských zemí (Gruzie, Arménie). Blána nástroje je rozechvívána prsty. Darbukka prošla během času poměrně složitým vývojem. Původní podoba se byla blízká djembe – byla vyrobena ze dřeva a kůže, darbukka však disponovala vyšším a zvonivějším zvukem. V současnosti je vyráběna zpravidla z kovového těla a plastové blány, která je k tělu přichycena šrouby.
- Tabla je souprava dvou malých bubnů původem z Indie a okolí. Hudebník hraje na nástroj prsty a pomáhá si promačkáváním blány, čímž se zvuk mění.
- Xylofon je nástroj původem africký, který je tvořen klaviaturou ze dřívek poskládaných vedle sebe na duté podložce a seřazených podle výšky tónu. K vytváření zvuku zde dochází poklepem paličky na danou klávesu. Xylofon se stal inspirací pro výrobu mnoha dalších nástrojů (metalofon, vibrafon, ale třeba i klavír).
- Maracas (též rumbakoule) je pár chřestidel pocházejících z Latinské Ameriky. Původně se vyráběly z vydlabaných tykví, v nichž byla nějaká sypká substance (například štěrk, písek nebo semena). Třesením nástrojem se substance odrážela o stěny nástroje a vytvářela tak zvuk.
- Konga jsou dva nebo tři veliké bubny soudkovitého tvaru, vyrobené ze dřeva a kožené blány. Hudebník vytváří zvuk úderem dlaní na okraj nebo do středu bubnu.
- Holínky slouží jako perkusní nástroj při holínkových tancích (gumboot dance) v Jižní Africe. Zvukový efekt se vyvolává dupáním, pleskáním dlaní o holínku, ale i předměty přivěšenými k holínce (např. zvonečkem). Podobně se využívají i jinde, zpravidla na mužských tanečnících.
- Vozembouch je český lidový hudební nástroj, který hudebník drží svisle a jímž bouchá o zem a případně bubnuje paličkou do tamburíny. Základem je dřevěná tyč, často zdobená fábory, na které je upevněná tamburína a případně další zvonky a rolničky.

- Ozvučná dřívka je pár malých podlouhlých dřevěných válečků. Zvuk se vyvolává jejich vzájemným poklepem.